# Сербія на літніх Олімпійських іграх 2020
Сербію на літніх Олімпійських іграх 2020 представляли вісімдесят сім спортсменів у п'ятнадцятьох видах спорту.

## Спортсмени
| Вид спорту                      | Чоловіки | Жінки | Загалом |
| ------------------------------- | -------- | ----- | ------- |
| Легка атлетика                  | 2        | 3     | 5       |
| Баскетбол                       | 4        | 12    | 16      |
| Бокс                            | 0        | 1     | 1       |
| Веслування на байдарках і каное | 2        | 1     | 3       |
| Дзюдо                           | 2        | 3     | 5       |
| Карате                          | 0        | 1     | 1       |
| Академічне веслування           | 2        | 1     | 3       |
| Стрільба                        | 3        | 4     | 7       |
| Плавання                        | 6        | 1     | 7       |
| Настільний теніс                | 3        | 0     | 3       |
| Тхеквондо                       | 0        | 2     | 2       |
| Теніс                           | 2        | 3     | 5       |
| Волейбол                        | 0        | 12    | 12      |
| Водне поло                      | 13       | 0     | 13      |
| Боротьба                        | 4        | 0     | 4       |
| Загалом                         | 43       | 44    | 87      |